# Crna rijeka (Željeznica)
Crna rijeka je rijeka u BiH. Izvire ispod obronaka Jahorine i Trebevića. 
Voda rijeke je izuzetno čista tako da je planirano njeno iskorištenje u svrhu opskrbe Sarajeva vodom za piće, izgradnjom brane i postrojenja te priključenjem na vodovodnu mrežu.
Sličan projekt je planiran i na rijeci Bijeloj, lijevoj pritoci Željeznice koja utječe nekoliko kilometara nizvodno od ušća Crne rijeke. Oba projekta su od izuzetnog značaja za opskrbu Sarajeva pitkom vodom ali po cijenu uništenja dva najljepša riječna i prirodna bisera šireg područja Sarajeva.